# Bahnstrecke Teheran–Isfahan
| Spurweite: | 1435 mm (Normalspur) |                                                      |                                                      |
| Streckengeschwindigkeit: | 250 km/h             |                                                      |                                                      |
| |                      |                                                      |                                                      |
| \| \| \| Bahnstrecke Teheran–Täbris nach Täbris \| \| \| \| \| Transiranische Eisenbahn nach Bandar-e Imam Chomeini \| \| \| \| 0 \| Teheran \| Teheran \| \| \| \| Transiranische Eisenbahn nach Gorgan und Maschhad \| \| \| \| 10 \| Tappeh Sefid \| Tappeh Sefid \| \| \| \| Südumfahrung Teheran \| \| \| \| 21 \| Abrin \| Abrin \| \| \| 43 \| Forudgah \| Forudgah \| \| \| 62 \| Ali Abad \| Ali Abad \| \| \| 94 \| Dariatscheh \| Dariatscheh \| \| \| 116 \| Separ Rostam \| Separ Rostam \| \| \| \| Ringbahn Qom \| \| \| \| 144 \| Mohammadijeh \| Mohammadijeh \| \| \| \| \| \| \| \| \| Bahnstrecke Qom–Zahedan \| \| \| \| \| \| \| \| \| \| Bahnstrecke Badrud–Schiras \| \| \| \| \| Isfahan \| \| |                      |                                                      |                                                      |
| Strecke |                      | Bahnstrecke Teheran–Täbris nach Täbris               | Bahnstrecke Teheran–Täbris nach Täbris               |
| Abzweig geradeaus und von rechts |                      | Transiranische Eisenbahn nach Bandar-e Imam Chomeini | Transiranische Eisenbahn nach Bandar-e Imam Chomeini |
| Bahnhof | 0                    | Teheran                                              | Teheran                                              |
| Abzweig geradeaus und nach links |                      | Transiranische Eisenbahn nach Gorgan und Maschhad    | Transiranische Eisenbahn nach Gorgan und Maschhad    |
| Bahnhof | 10                   | Tappeh Sefid                                         | Tappeh Sefid                                         |
| Kreuzung geradeaus oben |                      | Südumfahrung Teheran                                 | Südumfahrung Teheran                                 |
| Bahnhof | 21                   | Abrin                                                | Abrin                                                |
| Bahnhof | 43                   | Forudgah                                             | Forudgah                                             |
| Bahnhof | 62                   | Ali Abad                                             | Ali Abad                                             |
| Bahnhof | 94                   | Dariatscheh                                          | Dariatscheh                                          |
| Bahnhof | 116                  | Separ Rostam                                         | Separ Rostam                                         |
| Abzweig geradeaus und nach rechts |                      | Ringbahn Qom                                         | Ringbahn Qom                                         |
| Bahnhof | 144                  | Mohammadijeh                                         | Mohammadijeh                                         |
| Strecke von links · Abzweig ehemals geradeaus, nach links und nach rechts · Strecke von rechts |                      |                                                      |                                                      |
| Abzweig quer und nach rechts · Kreuzung geradeaus oben (Strecke geradeaus außer Betrieb) · Abzweig quer und nach links |                      | Bahnstrecke Qom–Zahedan                              | Bahnstrecke Qom–Zahedan                              |
| |                      |                                                      |                                                      |
| Abzweig ehemals geradeaus und von links |                      | Bahnstrecke Badrud–Schiras                           | Bahnstrecke Badrud–Schiras                           |
| Kopfbahnhof Streckenende |                      | Isfahan                                              | Isfahan                                              |

Die Bahnstrecke Teheran–Isfahan ist eine zweigleisige Eisenbahnstrecke, die als Schnellfahrstrecke die iranische Hauptstadt Teheran auf direktem Weg mit Isfahan verbinden soll.
Es ist die erste Hochgeschwindigkeitsstrecke des Landes.

## Technische Parameter
Die Strecke wird in der im Iran üblichen Normalspur errichtet und für 250 km/h als zulässige Höchstgeschwindigkeit ausgelegt. Sie wird insgesamt 410 km lang werden und nach der Technische Spezifikationen für die Interoperabilität, dem europäischen Standard für Hochgeschwindigkeitsstrecken ausgelegt werden. Im Bahnhof Mohammedijeh kreuzt sie die Bahnstrecke Qom–Zahedan, an die sie über zwei Abzweigstellen angeschlossen ist.
Die Strecke soll mit ETCS Level 2 ausgerüstet werden. Die Entscheidung fiel bewusst für das System, um Interoperabilität mit bestehenden und zukünftigen Strecken sicherzustellen.

## Geschichte
Der erste Abschnitt der Strecke mit einer Länge von 144 km wurde am 23. März 1999 zwischen Teheran und dem Bahnhof Mohammadijeh eröffnet. Zugleich wurde der Bau des zweiten Abschnitts der Strecke, mit etwa 260 km Länge, ausgeschrieben. Er ist bis heute noch nicht fertiggestellt. Nun soll zunächst der Abschnitt zwischen Qom und Isfahan errichtet werden. Hier sollen zwei Drittel des Unterbaus fertiggestellt sein. Die Arbeiten begannen 2010. In einer zweiten Phase soll dann der nördliche Abschnitt zwischen Qom und Teheran neu gebaut werden. Hier wurden bisher nur vorbereitende Arbeiten vorgenommen.
Der Betrieb soll 2021 aufgenommen werden.